# Tipula cervicula
Tipula cervicula är en tvåvingeart som beskrevs av Doane 1901. Tipula cervicula ingår i släktet Tipula och familjen storharkrankar. Inga underarter finns listade i Catalogue of Life.